# 벨비디어성

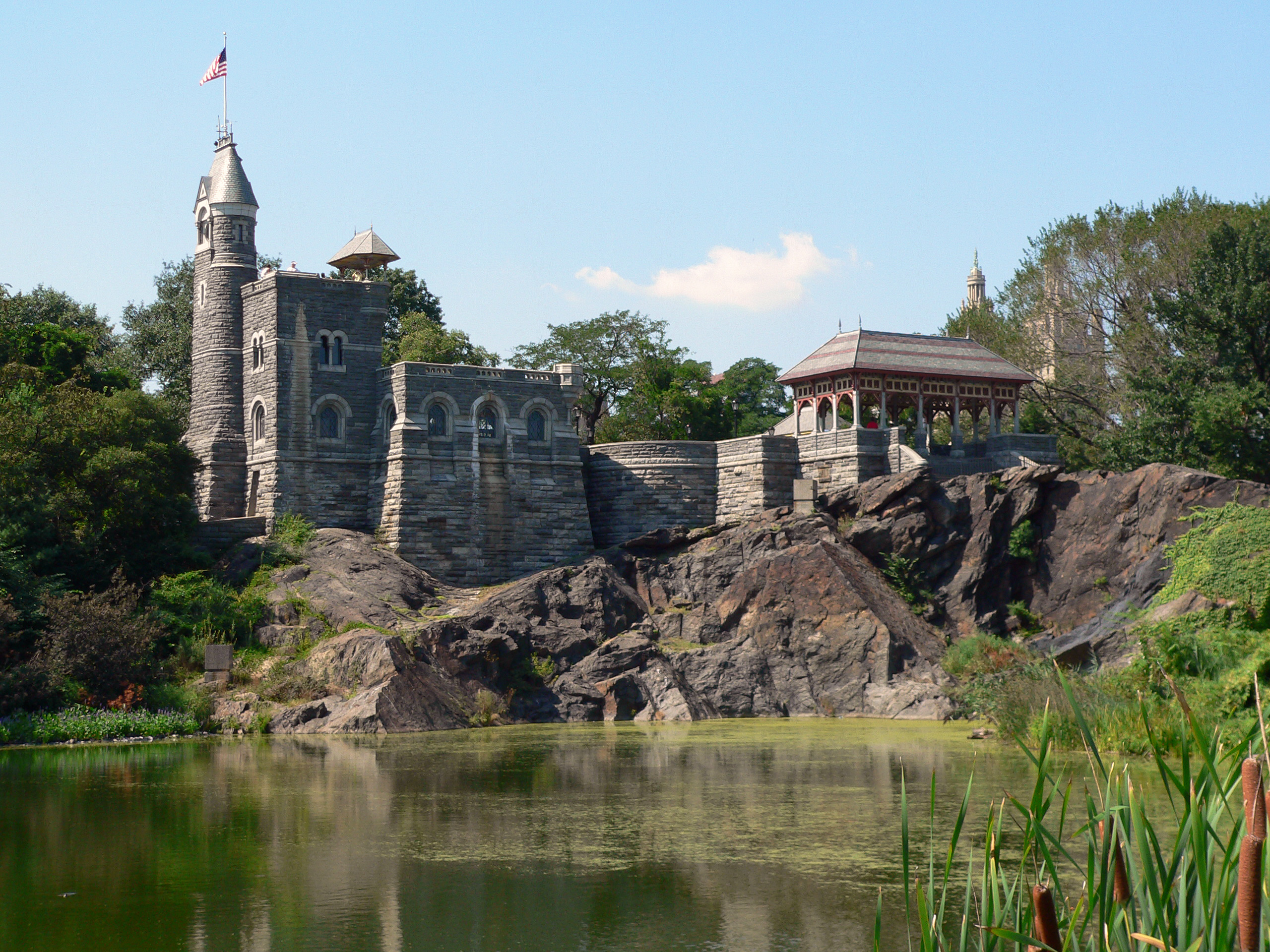
벨비디어성

벨비디어성(Belvedere Castle)은 뉴욕 센트럴 파크에 위치한 성이다. 터틀 폰드 옆에 있으며, 현재는 안내소로 사용되고 있다.